# 스위스 연방의회

스위스 연방의회

스위스 연방의회(독일어: Bundesversammlung, 프랑스어: Assemblée fédérale, 이탈리아어: Assemblea federale, 로만슈어: Assamblea federala)는 스위스의 입법부이다. 상원인 전주의회와 하원인 국민의회로 이루어져 있다.

## 같이 보기
- 2019년 스위스 국민의회 선거